# Madeleine Chaumont
Pour les articles homonymes, voir Chaumont.
Madeleine Chaumont (1896-1973) est une enseignante française de mathématiques.
L'une des 41 premières admises à l'École normale supérieure, seconde femme reçue à l'agrégation masculine de mathématiques, elle mène ensuite une carrière dans l'enseignement perturbée par divers problèmes de santé.

## Biographie
Née le 8 avril 1896 à Poissy, Madeleine Chaumont est la fille d'Alfred Chaumont, directeur de la distillerie Chaumont Frères, et d'Hélène Chaumont, pianiste. Ayant contracté plusieurs otites dans son enfance, elle pâtira toute sa vie de problèmes d'audition.
Élève du collège Sévigné, elle obtient ses baccalauréats en mathématiques et philosophie en 1912 et 1913. Après un bref passage en classes préparatoires au collège Chaptal, elle passe une licence de mathématiques. Encouragée par son ancien professeur de Chaptal, Alexandre Bernheim, et par les succès de Marguerite, Jeanne Rouvière et Georgette Parize au concours de l'École normale supérieure, elle décide de s'y présenter en 1919 ; reçue, elle doit cependant se contenter du statut de boursière de licence,. Ce n'est qu'en 1927 que par un arrêté d'Édouard Herriot, elle se verra reconnaître rétrospectivement le titre d'ancienne élève de l'École. Elle fait ainsi partie des 41 élèves féminines de l'École avant que le concours ne leur soit interdit en 1939.
Elle ne reste qu'un an à l'École, pour préparer l'agrégation masculine de mathématiques en 1920. Elle l'obtient en 1920, au premier rang ; elle est alors la première femme lauréate depuis Liouba Bortniker en 1885. Réclamant « pour les jeunes filles, non le droit, mais l’obligation de se présenter à l'agrégation des lycées de garçons », elle se prononce pour la suppression de l'agrégation féminine, qui ne se concrétisera qu'en 1976, après sa mort.
En septembre 1920, elle est affectée au lycée de jeunes filles de Reims, où elle réclame un traitement égal à celui de ses collègues masculins. Unanimement louée pour ses qualités pédagogiques, elle doit cependant s'absenter régulièrement pour problèmes de santé. En 1927, elle passe au lycée de jeunes filles de Versailles, où elle assure la préparation au concours de l'École normale supérieure de jeunes filles, puis en 1933 au lycée Fénelon. Les candidatures de ses élèves sont régulièrement couronnées de succès.
Déplacée à Limoges en 1939-40, elle est exclue de l'enseignement en octobre 1941 en application du statut des Juifs, et doit porter l'étoile jaune. Elle est remplacée par son ancien camarade normalien, François Deschamps, qui lui adresse des élèves pour des leçons particulières.
Réintégrée à Fénelon en octobre 1944, elle reçoit régulièrement des éloges de la part des inspecteurs généraux et de sa directrice ; là encore, beaucoup de ses élèves sont reçues. À partir de 1955, elle doit cependant faire face aux réserves de la nouvelle directrice et à la concurrence de la nouvelle classe de mathématiques spéciales du lycée Jules-Ferry. Après une chute drastique de ses effectifs, la classe de Fénelon est fermée en 1956. Nommée au Centre national d'enseignement à distance du fait de ses problèmes de santé, elle y prépare au CAPES et à
l'agrégation, mais est victime de surmenage et regrette le contact avec ses élèves. Elle obtient en 1958 d'être nommée en mathématiques élémentaires au lycée Claude-Monet, mais les effectifs fondent à nouveau et elle suscite une levée de boucliers. Après d'instantes pressions, elle est admise à la retraite en octobre de la même année. Elle continue cependant jusqu'en 1963 à administrer un cours à l'Institut catholique de Paris. En 1971, elle donne encore des leçons à un candidat à l'École polytechnique. En définitive, elle aura joué, durant sa carrière, « un rôle décisif dans l'accès des femmes à un enseignement scientifique de qualité ». 
Femme de culture, elle reste liée à sa cousine Geneviève Cahn, épouse de Germain Debré, et pianiste comme sa propre mère. Ayant intégré une maison de retraite à Châtenay-Malabry, elle meurt le 27 juillet 1973 à l'hôpital de Châtenay-Malabry, à 77 ans, des suites d'une fracture du col du fémur. Incinérée au cimetière du Père-Lachaise, ses cendres sont déposées dans la tombe de sa sœur et de son beau-frère, au cimetière du Montparnasse.